# Салазгор
Салазго́р (рос. Салазгорь, ерз. Салазгерьге, мокш. Салазгярьге) — село у складі Торбеєвського району Мордовії, Росія. Адміністративний центр Салазгорського сільського поселення.
Населення — 1105 осіб (2010; 1259 у 2002).
Національний склад станом на 2002 рік:
- мокшани — 91 %

У селі народилися класик мокшанської літератури Закарь Дорофеєнь та господарник Жеренов Федір Миколайович (1941).